# Улица Кутузова (Владикавказ)
Улица Кутузова — улица во Владикавказа, Северная Осетия, Россия. Находится в Иристонском районе между улицей Армянской и садоводческим товариществом «Наука». Начинается от Армянской улицы.
Пересекается с улицами Коста Хетагурова, Павленко, Кабардинская, Аксо Колиева.
На улице Кутузова заканчивается улица Вадима Эльмесова и начинается Виноградная улица.

## История
Большая Георгиевская улица образовалась в начале XIX века. Впервые упоминается в Списке улиц г. Владикавказа от 1891 года. Под этим же наименованием встречается в Перечне улиц, площадей и переулков Владикавказа от 1911 года.
25 октября 1922 года городской совет переименовал часть Большой Георгиевской улицы к югу от Армянской улицы в улицу Орахелашвили «в ознаменование 5-й годовщины Октябрьской Революции» в честь одного из руководителей борьбы за Советскую власть на Кавказе Ивана Орахелашвили. Улица Орахелашвили не упоминается на «Плане города Владикавказа 1937 года», на котором участок к югу от Армянской улицы именуется как улица Фрунзе. 4 августа 1960 года городской совет переименовал часть улицы Фрунзе к югу от Армянской улицы в улицу Кутузова.

## Объекты
Объекты культурного наследия
- д. 16 — памятник истории. Дом, где в 1937—1976 гг. жил и умер участник борьбы за Советскую власть Аслангирий Макарович Каргиев[5];
- д. 48/ Павленко, 65 — памятник истории. Дом, где в 1907 г. родился и до 1926 г. жил кинорежиссёр и драматург Георгий Савельевич Джимиев[5];
- д. 71а — памятник истории. Дом, в котором жил и умер видный этнолог Вилен Савельевич Уарзиати в 1977—1995 гг.[5]

Другие объекты
Сквер имени Аксо Колиева на пересечении с улицами Коста Хетагурова и Павленко.